# 近藤鎮三
近藤 鎮三（こんどう やすぞう / ちんぞう、1849年5月28日（嘉永2年4月7日） - 1894年（明治27年）8月4日）は、明治時代の日本の文部・司法官僚、検察官。字は昌綱。

## 来歴
嘉永2年4月7日（1849年5月28日）、旗本近藤庫三郎の長男として江戸本郷に生まれる。幕府の洋学研究教育機関・開成所でドイツ語を学び、慶応元年（1865年）頃に開成所教授手伝並出役となったのち、慶応3年（1867年）8月、幕府外国方通弁御用出役に転じた。幕府崩壊後は明治元年（1868年）10月に静岡学問所四等教授となって静岡藩に移住。
翌年7月、新政府が官制改革により大学校（同年12月に大学と改称）を設けると9月に大学校中得業生に任命され、以後、翌年2月に大学大得業生、11月に大学少助教、大学が廃され文部省が置かれた明治4年（1871年）7月に文部権大助教に進み、翌8月の官制改革で文部中助教となった。同年10月、岩倉使節団理事官として欧米に派遣される文部大丞田中不二麿の随行を命じられ、11月に横浜を出港。米国に滞在したのち、翌年1月（1872年3月）に田中に先立ってベルリンに向かい、ドイツの学事調査を担当した。明治6年（1873年）2月には語学力を買われてベルリン公使館在勤の外務省二等書記官となったが、病のため明治7年（1874年）2月に帰国している。
帰国後は3月に文部省八等出仕、翌明治8年（1875年）3月に文部省報告課雇となり、明治13年（1880年）5月には准奏任文部省御用掛となって報告局に勤務。この間、ドイツ語教育文献の翻訳に従事した。明治8年11月に訳書『母親の心得』を出版しているほか、文部省刊行の『文部省雑誌』（のち『教育雑誌』、『文部省教育雑誌』と改題）には近藤の翻訳記事が多数掲載されている。また、明治14年（1883年）9月に独逸学協会が結成されると会員となった。
明治17年（1884年）6月、司法少書記官に就任し、第一局（のち記録局）に勤務。さらに明治19年（1886年）1月まで文部省御用掛を兼ね、引き続き文部省報告局にも勤務した。明治19年2月、在官のまま自費でのドイツ留学を許されるとともに司法部内行政及裁判事務調査を命じられ、東京始審裁判所検事に転じた上で翌3月に横浜を出港。ベルリン大学、ハイデルベルク大学、ライプツィヒ大学に学び、明治23年（1890年）7月頃に帰国した。その後、同年8月に大審院勤務となり、明治25年（1892年）12月には長野地方裁判所検事正となったが、病により翌年3月に退官。以後療養に務めたものの、明治27年（1894年）8月4日に東京下谷区谷中三崎町の自邸で死去した。享年46。墓所は東京都台東区谷中の長明寺。

## 親族
- 父：庫三郎（1821 - 1898） - 江戸幕府旗本。箱館奉行支配調役下役出役。戊辰戦争では順動丸船長となって軍需物資の運搬に従事したのち箱館に逃れ、箱館政権の開拓方として室蘭の開拓と防備にあたっている。明治に入ると工部省の造船少師（のち海軍省の主船少師）となり横須賀造船所に勤務した。旗本近藤儀右衛門の養子であり、実父は武蔵国都築郡柿生村の農民尾作仁兵衛[17][18]。
- 母：配（1832 - 1887） - 東京府士族三上三平の長女[17]。
  - 長弟：三九三[19]。
  - 次弟：陸三郎（1857 - 1917） - 実業家。工学博士[20]。
  - 三弟：末四郎[21]
  - 妹 - 高畠家に嫁ぐ[22]。
- 先妻：繁（1856 - 1877）[23]
- 後妻：稲（1860 - 1940）[23]
  - 長男：太郎（1880 -） - 実業家[24]。
  - 次男：銕次（1882 - 1951） - 実業家。貴族院議員[25]。
  - 次女：はる（1891 -） - 実業家種田竜夫人[26]。

## 著作
職務上の翻訳
- 近藤鎮三、宮島鈴吉 、曲淵景章 、クレテフェンド 、平島及平 、辰巳重範 、宍戸要一 、今村研介 訳『獨譯書』司法省文書課、東京、1886年。
  - 刑事略式裁判法草案
  - 孛国集会条例
  - 独逸法ノ基源

訳書
- 『母親の心得』 近藤鎮三、1875年11月
  - 田中ちた子、田中初夫編纂 『家政学文献集成 続編 明治期VII』 渡辺書店、1970年8月

著作
- 市川文吉送別文（山岸光宣編 『幕末洋学者欧文集』 弘文荘、1940年11月）
日本学士院 「『市川文吉送別文集』について : いわゆる幕末洋学者欧文集」（『日本学士院紀要』第35巻第2号、1978年3月、CRID 1521699230297823488）、上村（1991・2001）に翻刻されている。
- 「近藤鎮三「欧米回覧私記」」（『静岡女子大学研究紀要』第20号、1987年2月、CRID 1520009409105239040）

## 関連文献
- 「近藤鎮三」（大植四郎編 『国民過去帳 明治之巻』 尚古房、1935年12月）
  - 大植四郎編 『明治過去帳』 東京美術、1971年11月
- 富田仁 「近藤昌綱」（富田仁編 『新訂増補 海を越えた日本人名事典』 日外アソシエーツ、2005年7月、ISBN 4816919333）
- 山本徳郎 「近藤鎮三について」（『奈良体育学会研究年報』第13号、2009年3月、NAID 40017033522）
- 樋口雄彦 「近藤鎮三」（安岡昭男編 『幕末維新大人名事典 上巻』 新人物往来社、2010年5月、ISBN 9784404037640）